# Municipio de Marion (condado de Allen, Indiana)
El municipio de Marion (en inglés: Marion Township) es un municipio ubicado en el condado de Allen en el estado estadounidense de Indiana. En el año 2010 tenía una población de 3858 habitantes y una densidad poblacional de 42,7 personas por km².

## Geografía
El municipio de Marion se encuentra ubicado en las coordenadas 40°57′15″N 85°2′47″O / 40.95417, -85.04639. Según la Oficina del Censo de los Estados Unidos, el municipio tiene una superficie total de 90.35 km², de la cual 89.75 km² corresponden a tierra firme y (0.66%) 0.6 km² es agua.

## Demografía
Según el censo de 2010, había 3858 personas residiendo en el municipio de Marion. La densidad de población era de 42,7 hab./km². De los 3858 habitantes, el municipio de Marion estaba compuesto por el 96.5% blancos, el 1.04% eran afroamericanos, el 0.31% eran amerindios, el 0.34% eran asiáticos, el 0.23% eran isleños del Pacífico, el 0.57% eran de otras razas y el 1.01% pertenecían a dos o más razas. Del total de la población el 1.89% eran hispanos o latinos de cualquier raza.